# Luigi Russo
Pour les articles homonymes, voir Russo.
Luigi Russo, né le 4 mai 1931 à Sanremo (Ligurie) et mort le 8 avril 2014 à Bracciano (Latium), est un réalisateur, scénariste, monteur et chef opérateur italien.
À ne pas confondre avec un acteur et réalisateur italien du même nom, né en 1970.

## Biographie
Russo a débuté dans le cinéma à l'âge de 20 ans et a joué une poignée de rôles secondaires. Au début des années 1970, il a été sollicité pour écrire des scénarios de films érotico-comiques et autres, avant de faire ses débuts de réalisateur en 1974 avec des films du même genre. Ce faisant, frisant parfois les limites de la pornographie, il travaille avec une technique artisanale remarquée. Il montait lui-même ses œuvres, parfois tournées sous un pseudonyme (plusieurs fois sous le nom de « John Wilder »), et s'occupait de temps en temps de la photographie. Après 1990, il a pris sa retraite.
Parallèlement à ses activités cinématographiques, Russo, marié à l'actrice Mariangela Gallo, a travaillé comme peintre,.

## Filmographie

### Réalisateur et scénariste
- 1974 : I sette magnifici cornuti (it)
- 1974 : Morbosità (it)
- 1975 : La nuora giovane
- 1976 : Poupées sur canapé (Una bella governante di colore)
- 1977 : La bella e la bestia (it)
- 1978 : Porca società
- 1979 : Dolly il sesso biondo (it)
- 1979 : Pension pour jeune fille (it) (Pensione amore servizio completo)
- 1983 : Adam et Ève (Adamo ed Eva, la prima storia d'amore)
- 1982 : Due gocce d'acqua salata (it)
- 1985 : Una donna senza nome (it)
- 1989 : Le diaboliche
- 1989 : L'amante scomoda (it)

### Scénariste
- 1972 : Decameron n° 2 - Le altre novelle del Boccaccio de Mino Guerrini
- 1972 : Si mes nuits d'amour vous étaient contées (Decameron n° 3 - Le più belle donne del Boccaccio) d'Italo Alfaro
- 1972 : Décaméron 3 (Novelle galeotte d'amore) d'Antonio Margheriti
- 1972 : Les Mille et Une Nuits érotiques (Finalmente... le mille e una notte) d'Antonio Margheriti
- 1972 : La mort tombe doucement (La morte scende leggera) de Leopoldo Savona
- 1972 : Du Décaméron à Canterbury (Quant'è bella la Bernarda, tutta nera, tutta calda) de Lucio Giachin
- 1973 : Les Aventures amoureuses de Scaramouche (Da Scaramouche or se vuoi l'assoluzione baciar devi sto... cordone!) de Gianfranco Baldanello
- 1973 : Quand l'amour devient sensualité (Quando l'amore è sensualità) de Vittorio De Sisti
- 1973 : Le favolose notti d'oriente (it) de Mino Guerrini
- 1973 : Buona parte di Paolina (it) de Nello Rossati
- 1975 : Che botte ragazzi! de Bitto Albertini
- 1975 : Le Châtiment (Lo sgarbo) de Marino Girolami